# مالا موراوکا
مالا موراوکا (به چکی: Malá Morávka) یک منطقهٔ مسکونی در جمهوری چک است که در شهرستان برونتال واقع شده‌است. مالا موراوکا ۶۱٫۵ کیلومتر مربع مساحت و ۶۴۶ نفر جمعیت دارد و ۶۶۰ متر بالاتر از سطح دریا واقع شده‌است.